# Zrnec
Zrnec je priimek več znanih Slovencev:
- Janez Zrnec (1946-2000), fotoreporter
- Jurij Zrnec (*1978), gledališki in filmski igralec, režiser, komik, TV-voditelj
- Nik Zrnec (*2004), nogometaš
- Primož Zrnec, novinar, ur.
- Romana Zrnec (*1961), rally voznica in podjetnica
- Tone Zrnec (1921-2016), duhovnik in publicist v Kanadi (Toronto; Baragov vicepostulator)

## Tuji nosilci priimka
- Zlatko Zrnec (1923-1992), hrvaški fotograf